# Elektryon
Elektryon var kung av Mykene i grekisk mytologi. Han var son till hjälten Perseus och den Aethiopiska prinsessan Andromeda. Elektryon regerade tillsammans med sina bröder Alkaios och Sthenelos i det Mykene som deras far hade grundat.